# 코야니스카시
《코야니스카시》(Koyaanisqatsi)는 미국에서 제작된 갓프레이 레지오 제작, 감독의 1982년 다큐멘터리 영화이다.

## 기타
- 협력프로듀서: 멜 로렌스
- 음향효과: 랜디 돔